# Chapagaun
Chapagaun (nep. चापागाउँ) – gaun wikas samiti w środkowej części Nepalu w strefie Bagmati w dystrykcie Lalitpur. Według nepalskiego spisu powszechnego z 2001 roku liczył on 2390 gospodarstw domowych i 12448 mieszkańców (6214 kobiet i 6234 mężczyzn).